# Bangsamoro
Bangsamoro, oficiálně plným názvem „Autonomní region Bangsamoro na muslimském Mindanau“ (anglicky Bangsamoro Autonomous Region in Muslim Mindanao, filipínsky Rehiyong Awtonomo ng Bangsamoro sa Muslim Mindanao, arabsky منطقة بانجسامورو ذاتية الحكم‎ Munṭiqah banjisāmūrū dhātiyyah al-ḥukm), nebo též zkratkou BARMM, je autonomní region na jihu Filipín. Rozprostírá se v západní části ostrova Mindanao a Suluských ostrovech. Vznikl jako náhrada za Autonomní region Muslimské Mindanao na začátku roku 2019.
Kromě území bývalého autonomního regionu se k BARMM připojilo i město Cotabato a 63 obcí (barangay), které před ustanovením byly součástí regionu Soccsksargen a v referendu se vyslovily pro své začlenění do BARMM. Bangsamoro tedy sestává z šesti provinicií (Basilan, Sulu, Tawi-tawi, Lanao del Sur, Maguinanao del Norte a Maguinanao del Sur, tří měst (Marawi, Lamitan a Cotabato) a 63 přičlenění obcí (stav 11/2023).
Zřízení autonomního Bangsamoro (s vlastní vládou, parlamentem, ministerstvy apod.) bylo vyvrcholením několika let mírových rozhovorů mezi filipínskou vládou a několika autonomistickými skupinami, zejména Frontou islámského osvobození Morů (MILF), která odmítala platnost Autonomního regionu Muslimské Mindanao a vyzývala k vytvoření regionu s více pravomocí přenesenými od centrální vlády. V roce 2014 byla mezi vládou prezidenta Aquina a MILF sjednána rámcová dohoda známá jako „komplexní dohoda o Bangsamoro“. Vytvoření samosprávné entity bylo jedním ze zásadních předpokladů pro ukončení násilí v regionu a vyvrcholení vyjednávání mezi vládou a Mory na Mindanau.